# 123120 Peternewman
123120 Peternewman è un asteroide della fascia principale. Scoperto nel 2000, presenta un'orbita caratterizzata da un semiasse maggiore pari a 2,9682344 au e da un'eccentricità di 0,0533696, inclinata di 10,63850° rispetto all'eclittica.
L'asteroide è dedicato all'astronomo britannico Peter R. Newman.